# Чанд, Дути
Ду́ти Чанд (в некоторых источниках Дьюти Чанд, англ. Dutee Chand; род. 3 февраля 1996 года) — индийская легкоатлетка, специализирующаяся в беге от 60 до 400 метров. Победительница летней Универсиады 2019 года в беге на 100 метров, призёр Азиатских игр и чемпионатов Азии по лёгкой атлетике. Рекордсменка Индии в беге на 100 метров, а также на 60 метров в помещении.

## Биография
Родилась в очень бедной семье. Начала заниматься спортом по примеру старшей сестры. Помимо спортивной карьеры с 2013 года учится на факультете права Университета КИИТ в Бхубанешваре.
В 2012 году впервые привлекла к себе внимание специалистов, выиграв чемпионат Индии среди юниоров (до 18 лет) с результатом 11,8 секунды. Годом позже на дистанции 200 метров выиграла бронзовую медаль чемпионата Азии по лёгкой атлетике; в том же году выиграла первенство Индии среди взрослых на дистанциях 100 и 200 метров.
В течение 2016 года Чанд трижды побила национальный рекорд Индии в беге на 100 метров (предыдущее достижение Рачиты Мистри продержалось 16 лет), доведя свой личный рекорд до 11,24 секунды на XXVI Мемориале Гусмана Косанова в Алма-Ате. Это позволило ей пройти отбор для участия в Олимпийских играх в Рио-де-Жанейро, став первой индийской бегуньей на олимпийской дистанции 100 метров с 1980 года.
В 2015 году Спортивный арбитражный суд в Лозанне допустил Дути Чанд к выступлениям в чемпионате Азии в китайском Ухане и на национальных турнирах. В 2014 году Чанд была дисквалифицирована на неопределённый срок национальной федерацией Индии и Международной ассоциацией легкоатлетических федераций из-за высокого уровня тестостерона в крови в связи с гиперандрогенией (повышенного уровня мужских гормонов в организме). Анализы показали, что естественное количество тестостерона в организме Дути Чанд находится выше допустимого диапазона и соответствует мужским значениям. Проведённый гинекологический осмотр, утверждённый Международной ассоциацией лёгкой атлетики, включал измерение клитора, вагины, половых губ, груди, также оценивали количество и линию роста лобковых волос. На встрече в Лозанне в ноябре 2015 года представители Международного олимпийского комитета и медицинские эксперты озвучили новые правила, по которым в Играх могут участвовать женщины с гиперандрогенией. Ограничение уровня тестостерона было отменено «до появления научных обоснований».
В 2019 году Чанд заявила о том, что является лесбиянкой и состоит в семейных отношениях со своей односельчанкой.
В 2020 году была награждена индийской спортивной премией Арджуна.